# 川名明彦
川名 明彦（かわな あきひこ）は、日本の医師、医学者（内科学）。防衛医科大学校医学教育部教授。
東海大学医学部付属病院呼吸器内科助手、国立国際医療センター呼吸器科技官、国立国際医療センター国際疾病センター医長などを歴任した。

## 略歴

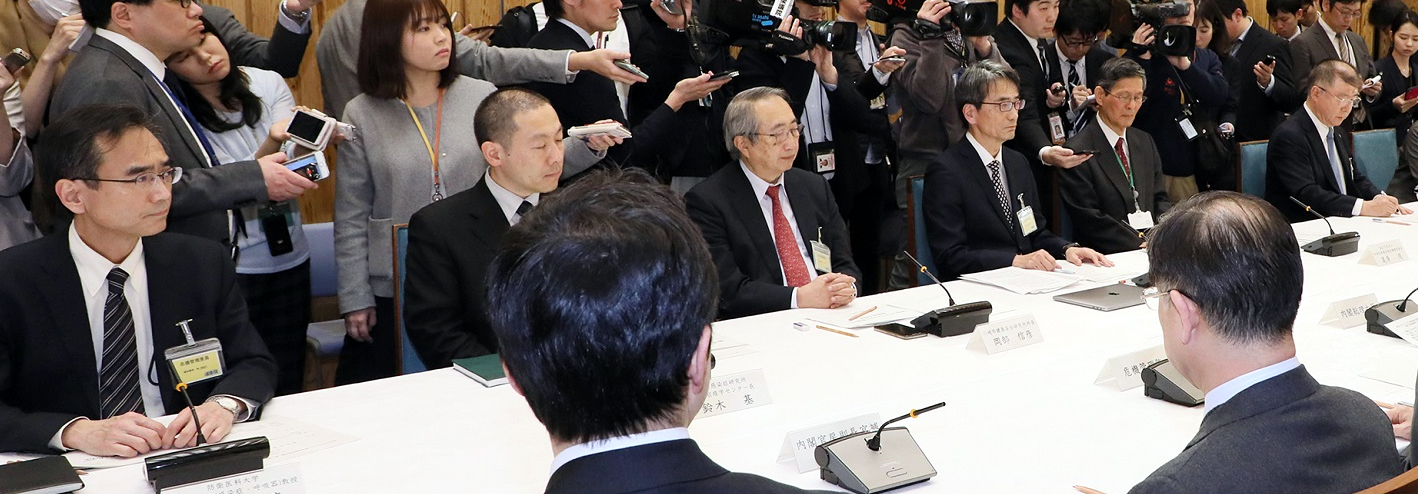
2020年2月16日、新型コロナウイルス感染症対策本部新型コロナウイルス感染症対策専門家会議の会合にて岡部信彦（左から3人目）、鈴木基（左から2人目）、脇田隆字（右から3人目）、尾身茂（右から2人目）、釜萢敏（右端）らと

- 1991年 - ロンドン大学ロイヤルフリー病院留学[1]。
- 1995年 - 国立国際医療センター呼吸器科技官。
- 2008年 - 防衛医科大学校医学教育部教授。
- 2020年 - 新型コロナウイルス感染症対策本部新型コロナウイルス感染症対策専門家会議構成員。

## 賞歴
- 2003年 - 人事院総裁賞。